# Cewe
Cewe, rappresentata dalla società Cewe Stiftung & Co. KGaA (dicitura aziendale: CEWE) con sede a Oldenburg, è la più grande azienda europea di sviluppo fotografico e offre inoltre servizi di stampa.

## Storia
Il 1 maggio 1912 August Friedrich Carl Wöltje fondò un "istituto fotografico" a Oldenburg, nella Bassa Sassonia. Dal 1924 ha ampliato la sua attività per includere la vendita di macchine fotografiche e accessori. Poco dopo la riforma valutaria del 1948, suo genero Heinz Neumüller entrò a far parte dell'azienda.
Nel 1950, Carl Wöltje ha aperto uno dei primi laboratori a colori in Germania e, con 17 dipendenti, ha creato una base di clienti affezionati che rappresentavano oltre 100 negozi di fotografia. Cewe è stata fondata con il nome Cewe Color nel 1961 da Heinz Neumüller a Oldenburg. Il nome deriva dalle iniziali di suo suocero, Carl Wöltje. 
Con la crescente domanda di foto a colori, nel 1964 Cewe costruì un grande laboratorio fotografico su un sito di 50.000 m2 a Oldenburg-Kreyenbrück. Nel 1971 l'azienda diventa attiva per la prima volta all'estero, nei Paesi Bassi. Nel 1973, Cewe si è fusa con United Color ad Amburgo e Brema. Da quel momento in poi, il nome dell'azienda fu United Cewe Color companies (in tedesco "Vereinigte Cewe Color Betriebe"). Nel corso degli anni successivi, Cewe rilevò altri laboratori in Germania e all'estero e divenne leader di mercato per lo sviluppo fotografico in Germania durante il passaggio dalla fotografia in bianco e nero alla fotografia a colori negli anni '70. 
Dal 1980, i negozi al dettaglio di foto sono stati aperti in numerosi ipermercati e centri urbani con le denominazioni Ivema o Fotopoint. Da lì è stato anche possibile stampare foto su oggetti come tazze o magliette. Dal 1986 in poi, l'azienda ha aperto altri stabilimenti a Mönchengladbach, Parigi, Berlino, Worms e Dresda. Nel 1989, Cewe ha introdotto la borsa Eurocombi per conservare gli ordini fotografici. Nel 1992, il gruppo di società è stato ristrutturato sotto l'ombrello di Cewe Color Holding AG e quotato in borsa nel 1993. Cewe si è poi espansa in Francia, Scandinavia ed Europa centrale. Le azioni della società sono quotate alla Borsa di Francoforte dal 1993. 
Nel 1994 Cewe si prepara al passaggio dalla fotografia analogica alla fotografia digitale e acquista una stampante in grado di stampare foto digitali su carta fotografica. Inoltre, poco prima era stato introdotto il Cewe Photoindex, una scheda con foto in miniatura che, dopo l'esposizione della pellicola, veniva consegnata al cliente insieme alle foto e ai negativi finiti. Questo per facilitare il riordino delle foto.  Dal 1995, le immagini dei negativi potevano essere scansionate, digitalizzate e trasmesse come immagini su un floppy disk, e nel 1997 ciò era possibile anche su un Disco Immagine.  Questo poteva essere riprodotto su lettori DVD e, oltre alle foto del cliente, conteneva anche software per l'elaborazione e la presentazione delle immagini. Nello stesso anno, Cewe creò la prima stazione per la stampa istantanea di foto digitali in un negozio di fotografia. Inoltre, è stato subito possibile ordinare foto digitali via Internet.
Nel 2001, Cewe ha introdotto un terminale fotografico in grado di accettare foto digitali e inviarle su CD direttamente al punto vendita.
La società è stata quotata all'SDAX fino al 15 giugno 2007 ed è stata nuovamente inclusa nell'SDAX il 4 marzo 2009. Cewe è anche quotata nell'indice azionario Nisax20 della Bassa Sassonia. 
Nel 2007 c'è stato un conflitto tra il management di Cewe e l'azionista M2 Capital Management AG, una società svizzera di private equity. M2 Capital ha chiesto un drastico aumento del dividendo, che secondo il consiglio di amministrazione di Cewe e alcuni importanti azionisti avrebbe messo a repentaglio la ristrutturazione e l'orientamento a lungo termine dell'azienda. I fondi di investimento coinvolti in M2 Capital hanno accusato di fallimento il consiglio di amministrazione e il consiglio di sorveglianza di Cewe e hanno chiesto le dimissioni del management. L'attacco non ha avuto successo. Sebastian Freitag, che in qualità di proprietario della banca d'investimento Freitag & Co. ha consigliato i due hedge fund M2 Capital e K Capital e ne ha rappresentato gli interessi nel consiglio di sorveglianza di Cewe, si è dimesso l'8 febbraio 2007. Per l'esercizio 2007 è stato distribuito un dividendo invariato di 1,20 EUR. Sei anni dopo il conflitto, Cewe ha cambiato la propria forma societaria da società per azioni (Cewe Color Holding AG) a fondazione (Stiftung & Co. KGaA), limitando così la capacità di influenza degli azionisti. 
Nel 2007, il numero di foto digitali sviluppate (1.515 milioni) ha superato per la prima volta il numero di foto sviluppate da pellicola (1.277 milioni). L'anno successivo, Cewe ha rilevato l'azienda diron di Münster, un fornitore di software e servizi di consulenza per tutto ciò che ha a che fare con la stampa commerciale. All'inizio del 2010, diron ha avviato il progetto pilota aprinto.de, che in seguito è diventato viaprinto, una società di stampa online per le aziende. Nel 2010, Cewe è stata premiata dalla rivista WirtschaftsWoche e dalla società di consulenza gestionale A.T. Kearney ed è stata nominata "Best Innovator" per il successo della trasformazione in un'azienda digitale.
Nel gennaio 2012, Cewe ha rilevato Saxoprint GmbH con sede a Dresda (370 dipendenti, fatturato nel 2011: 31,4 milioni di euro). L'azienda è così entrata nel mercato delle stampanti online e nel mercato dei clienti business con tirature fino a 200.000 copie.
Nel 2015, Cewe rileva l'azienda Dein Design.
Nel 2018, Cewe acquisisce la startup francese Cheerz.
Nell'aprile 2019, Cewe ha rilevato WhiteWall Media GmbH.
Nel luglio 2020, il marchio cewe-print.de è stato sciolto ed è diventato parte al 100% del marchio "Cewe Business Printing".
Nel marzo 2022, il Consiglio di fondazione della Neumüller Cewe Color Foundation ha deciso di non prolungare la collaborazione con l'attuale CEO Christian Friege oltre la scadenza del suo contratto nel dicembre 2022. Questa decisione è stata motivata dal Consiglio di fondazione con una visione diversa della gestione aziendale. Alla fine di aprile 2022 si è saputo che l'erede del fondatore dell'azienda, membro della Neumüller Cewe Color Foundation, si era avvalso di un regolamento speciale e che anche Christian Friege avrebbe dovuto ricoprire una posizione nel consiglio di amministrazione dell'azienda dopo 2022. Friege lascerà la guida di Cewe a fine 2022 insieme all'ex CEO Rolf Hollander, mentre alla guida di Cewe arriva Yvonne Rostock nel ruolo di CEO

## Proprietà
Oltre agli eredi del fondatore dell'azienda, che dal 2007 sono azionisti di maggioranza grazie al 27,4% del capitale sociale posseduto (realizzato grazie ai diritti di opzione); la Schroders plc di Londra possiede il 3% delle azioni; la Fidelity Investments il 2,98% e la Lussemburghese Sparinvest Holdings SE ne detiene il 2,74%. Cewe è proprietaria del 2,5% delle proprie azioni. Il resto è frammentato tra molti altri azionisti.

## Produzione
Cewe realizza la maggior parte del suo fatturato con la produzione di foto con stampa digitale, fotolibri, articoli regalo personalizzati, sviluppo di pellicole analogiche e ordini di stampa online.
L'azienda dispone di 11 aziende per lo sviluppo di fotografie in Europa e impiega 3.219 dipendenti.
Realizza servizi nel campo delle stampe fotografiche per grandi catene di distribuzione e supermercati. Grazie alla collaborazione con circa 30.000 partner commerciali in 24 paesi europei ogni giorno è in grado di servire i propri clienti presso le sedi di vendita oppure tramite le stazioni per la stampa diretta o attraverso la spedizione a domicilio.
Il fatturato aziendale nel 2022 è stato di 741 milioni di euro, sono stati stampate 2,28 miliardi di foto. La produzione di fotolibri ha raggiunto i 5,85 milioni di esemplari.

## Sedi di produzione
Oltre alla sede aziendale di Oldenburg in Germania ha sedi produttive a Mönchengladbach, Eschbach presso Friburgo, Germering presso Monaco di Baviera e a Dresda. Nel resto d'Europa dispone di sedi nella Repubblica Ceca (Praga), Francia (Rennes, Montpellier), Polonia (Koźle), Ungheria (Budapest) e nel Regno Unito (Warwick).